# Boizenburger Frachtweg
Der Boizenburger Frachtweg ist ein ur- und frühgeschichtlicher Fernweg, der in nahezu gerader Linie von Boizenburg/Elbe nach Fredeburg führt. Er bildete ab dem 10. Jahrhundert ein Teilstück der ältesten Salzstraße von Lüneburg nach Lübeck und wird heute im nördlichen Streckenabschnitt als Radwanderweg genutzt.

## Verlauf

### Südlich von Boizenburg

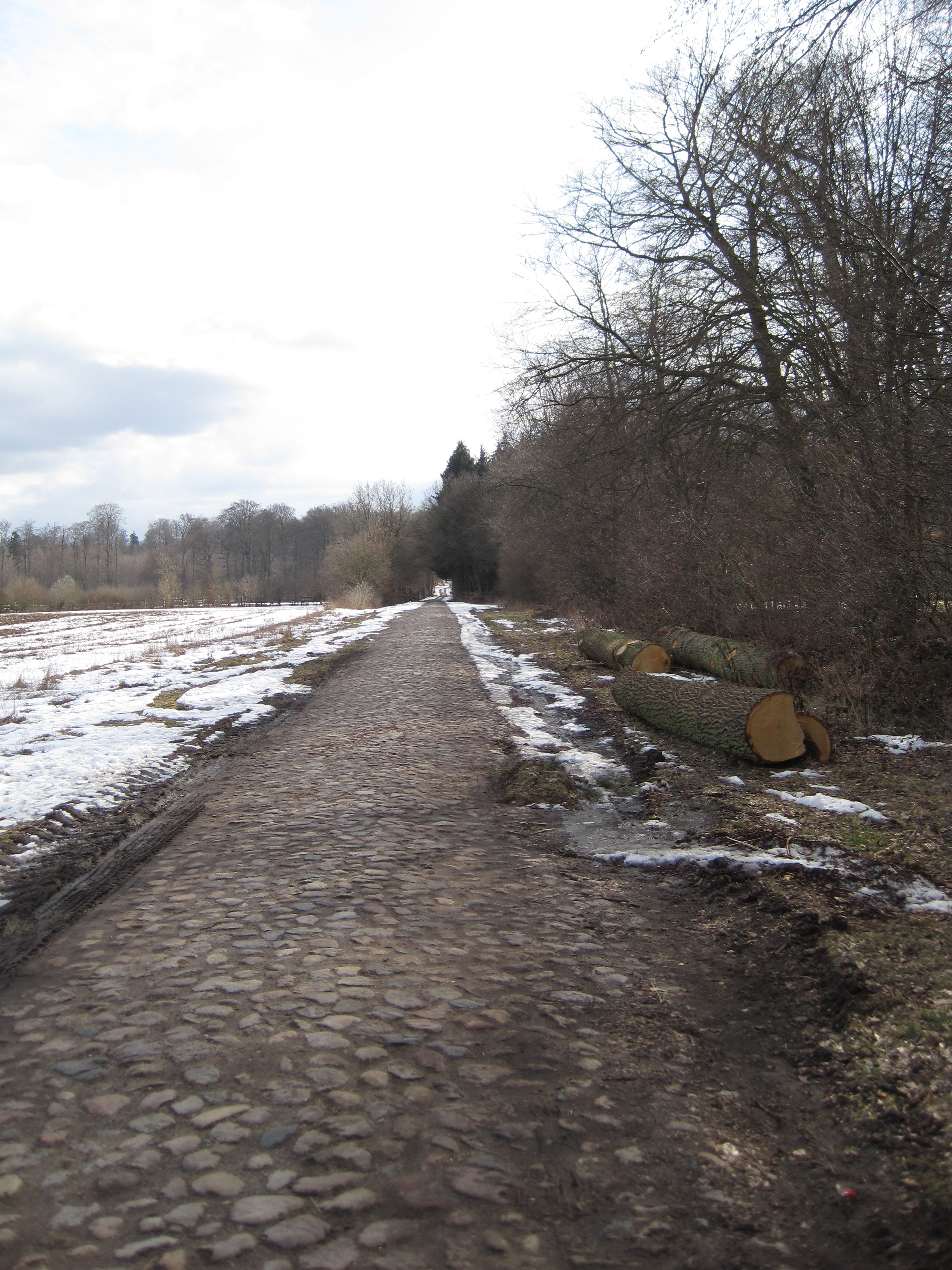
Boizenburger Frachtweg in Fredeburg

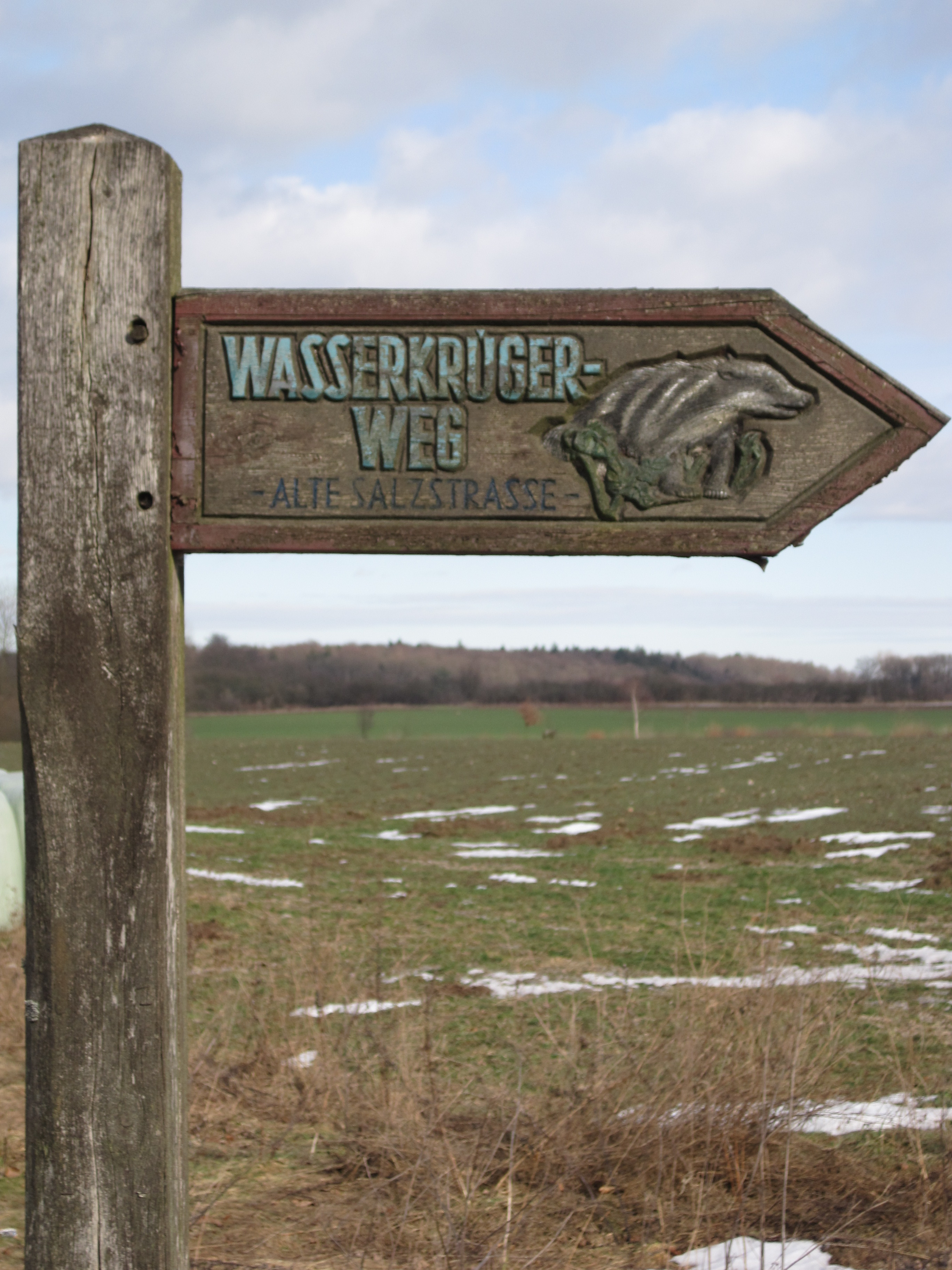
Hinweisschild

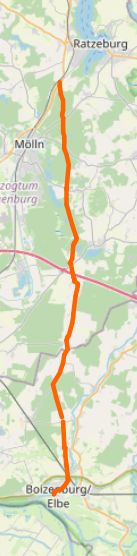
Verlauf

Ausgangspunkt des Boizenburger Frachtweges war Lüneburg. Von dort verlief der Weg über Neetze weiter an die Elbe und durchfurtete diese zwischen Radegast und Gothmann, um im heutigen Stadtgebiet von Boizenburg die Boize zu überqueren.
Bei Gothmann befand sich eine Elbfurt, die sich hier infolge des gezeitenbedingten Rückstaus aus Ablagerungen im Fluss gebildet hatte, so dass die ungedeichten Elbarme nur eine geringe Wassertiefe aufwiesen und nacheinander durchfurtet werden konnten. Die Durchquerung der Elbe bei Gothmann verdiente zunächst gegenüber den weiter elbabwärts gelegenen Elbfurten bei Barförde und Artlenburg den Vorzug, denn auf der rechten Elbseite durchschneidet das Tal der Boize die eiszeitlichen Risshöhen und ermöglicht einen nahezu höhengleichen Übergang. Demgegenüber musste nach der Elbquerung bei Artlenburg das rechtselbische Steilufer mit Höhen von bis zu 30 m überwunden werden, was selbst beim Transport mit zweirädrigen Ochsenkarren ein mühsames und langwieriges Unterfangen gewesen ist. Zum Schutz des Elbüberganges befand sich auf dem Bollenberg in Gothmann eine hölzerne Höhenburg, die zwischen 1201 und 1214 dreimal von den Dänen unter König Waldemar II. niedergebrannt und dann nicht wiederaufgebaut wurde.

### Nördlich von Boizenburg
Der Weg begann am Boizenburger Hafen und verließ den Ort Richtung Schwartow. Dann führte der Weg westlich der Boize entlang des Ostrandes der Schwanenheyde über Heidekrug nach Leisterförde. Dort setzte er sich über Fortkrug, Langenlehsten, Besenthal bis zum Wasserkrug bei Sarnekow fort. Hier zweigte der Wasserkrüger Weg nach Mölln ab, während der Boizenburger Frachtweg das obere Ende des Hellbachtals durchquerte und, ohne weitere Ortschaften zu berühren, bis zum Wegekreuz nach Fredeburg verlief.
Auffällig ist die annähernd schnurgerade Trassenführung zwischen Boizenburg und Fredeburg, die auf dem trockenen Geestrücken verläuft. Entlang des Weges gibt es kaum Siedlungen, aber auffällig viele Ortsbezeichnungen, die auf „Krug“ enden.

### Verknüpfungen
In Fredeburg traf der Boizenburger Frachtweg auf den Fernweg von der Hammaburg im Westen nach Jumne (Wollin) im Osten. Damit war der Boizenburger Frachtweg zugleich auch die kürzeste Landverbindung von Lüneburg nach Schwerin und zur Burg Dobin. In Richtung Norden setzte sich der Boizenburger Frachtweg auf der östlichen Nebenstrecke der späteren Alten Salzstraße in Richtung Lübeck fort. In der Nähe des Wegekreuzes von Fredeburg fand 1093 die Schlacht bei Schmilau statt.

## Geschichte
Die älteste urkundliche Erwähnung des Boizenburger Frachtwegs datiert von 1361.
Die Ursprünge des Boizenburger Frachtweges reichen aber vermutlich bis in die Bronzezeit zurück. Die Händler transportierten Zinn und Kupfer zur Bronzeherstellung in den Ostseeraum und von dort nach Skandinavien, während in Gegenrichtung vor allem Bernstein gehandelt wurde.
Ihre Blütezeit erlebte die Strecke mit der ab Mitte des 10. Jahrhunderts aufkommenden Herstellung von Salz in Lüneburg. Dieses wurde in Fässern abgefüllt und auf Ochsenkarren oder Pferdefuhrwerken in Richtung Lübeck transportiert und von dort in den Ostseeraum verschifft, wo es zur Konservierung von Fisch benötigt wurde. Der Boizenburger Frachtweg gilt damit als die älteste Salzstraße in Richtung Norden.
Anfang des 14. Jahrhunderts verlor der Boizenburger Frachtweg große Teile seines Verkehrsaufkommens an die Alte Salzstraße. Grund dafür waren häufige Fehden der Mecklenburger Herren, durch die der Weg zu unsicher wurde. Statt nach Boizenburg wurde das Salz auf dem Wasserweg nun über die Delvenau bis zur Buchhorster Mühle transportiert (wo der Mühlendamm die Schiffbarkeit beendete) und von dort in Fässern zollfrei auf dem Landweg nach Lübeck weiterbefördert.
Ab 1350 wurde am Fredeburger Wegekreuz als Teil der Lübecker Landwehr ein Wachturm errichtet. 
1361 forderte der Boizenburger Hauptmann Vicko Moltke den Rat von Mölln auf, für eine Benutzung des Weges von Boizenburg nach Mölln zu werben, da dieser nun wieder sicher sei. Stattdessen wurde mit Eröffnung der Stecknitzfahrt ab 1398 ein durchgehender Transport auf dem Wasserwege bis Lübeck möglich, der schneller und kostengünstiger war.

## Radwanderweg
Der Boizenburger Frachtweg eignet sich als Radwanderweg, weil die ursprüngliche Trasse weitgehend erhalten, aber meist autofrei ist. Die Wege sind zwar unbefestigt, aber mit stabilen Rädern gut befahrbar (für Rennräder ungeeignet) und führen durch einsame Wiesen und Wälder. Abgesehen vom Anstieg beim Verlassen Boizenburgs gibt es keine nennenswerten Steigungen.
Ab der Kreuzung mit der heutigen K4 südlich von Leisterförde wurde die historische Trasse mit einer wenig befahrenen Asphaltstraße (K4 / K79 / K28) über Langenlehsten und Besenthal bis Sarnekow überbaut, wo erneut autofreie Waldwege beginnen.
Alternativ kann man an der Kreuzung mit der K4 die ursprüngliche Richtung beibehalten und einem zeitweise kaum erkennbaren Weg nach Bürgerhof folgen, dort in westlicher Richtung den Mühlenbach überqueren und auf einem kleinen Pfad in nördlicher Richtung das zerstörte Dorf Wendisch Lieps (Informationstafeln) erreichen. Im Grenzgebiet ist der Weg dann auf etwa 500 m völlig verschwunden, bevor auf Lauenburger Seite wieder ein guter Waldweg nach Besenthal führt (Karte, besser GPS erforderlich).
Von Boizenburg bis Heidekrug kann der Weg mit dem Pkw befahren werden. Von dort lässt sich die Reise hinter der Gaststätte eines Reiterhofes durch die Feldmark und den anschließenden Wald nur noch zu Fuß oder mit dem Rad fortsetzen, ehe die befestigte Kreisstraße 4 erreicht wird. Der Weg ist dann bis Sarnekow ausgebaut, darf ab dem Hellbachtal bis Fredeburg aber nur noch mit dem Fahrrad befahren werden. Der Straßenname lautet ab Sarnekow offiziell Alter Frachtweg, kurz vor Erreichen Fredeburgs wechselt der Name in Wasserkrüger Weg.
Es gibt keine Einkaufs- oder Einkehrmöglichkeiten.